# Robert Straub (Politiker)
Robert Straub (* 22. Dezember 1832 in Baden; † 8. Juli 1901 ebenda) war ein liberaler Schweizer Politiker und Richter. Von 1867 bis 1868 vertrat er den Kanton Aargau im Ständerat, von 1874 bis 1884 war er Nationalrat, ausserdem von 1868 bis 1875 Regierungsrat.

## Biografie
Straubs Eltern waren Joseph Wendolin Straub und Maria, geborene Minnich. Straub absolvierte die Bezirksschule in Muri (wo sein Vater als Rektor tätig war) und von 1849 bis 1853 die Kantonsschule in Aarau. Anschliessend studierte er Recht an den Universitäten Heidelberg und Zürich. 1857 erhielt er das Patent als Rechtsanwalt und praktizierte in Aarau, bis er 1860 zum Präsidenten des Bezirksgerichts und zum Richter am kantonalen Kriminalgericht berufen wurde. 1863 nahm er seine Anwaltstätigkeit wieder auf.
Straub gehörte dem Grossen Rat an, den er 1867/68 und 1878/79 präsidierte. Während seines ersten Präsidialjahres ordnete ihn das Kantonsparlament als Vertreter des Kantons Aargau in den Ständerat ab. 1868 folgte die Wahl in die Kantonsregierung. Zunächst stand er dem Justizdepartement vor, ab 1872 dem Erziehungsdepartement. Im Jahr 1870 vertrat er interimistisch Arnold Künzli, den erkrankten Vorsteher des Finanzdepartements. Trotz seiner Herkunft aus dem katholischen Milieu stand Straub während des Kulturkampfs auf Seiten der radikalen Liberalen und befürwortete die Hoheit des Staates über die Kirche.
1874 folgte die Wahl in den Nationalrat. Im darauf folgenden Jahr trat Straub überraschend als Regierungsrat zurück, da der Grosse Rat die von ihm geforderte Erhöhung der Lehrerlöhne abgelehnt hatte. Im Nationalrat war er bis 1884 tätig, auch arbeitete er weiterhin als Rechtsanwalt. Fehlinvestitionen in Landwirtschaft und Weinbau, Bürgschaften für Industrielle und Unterstützung für Verwandte belasteten ihn finanziell stark. Bis 1900 amtierte er als Präsident der Bezirksschulpflege Baden.